# لازار بیچراخف
لازار فئودورویچ بیچراخُف، (به روسی: Лазарь Фёдорович Бичерахов)، (زاده ۱۵ نوامبر ۱۸۸۲ در سن پترزبورگ - درگذشته ۲۲ ژوئن ۱۹۵۲ در دارمشتات)، افسر اوستیایی ارتش روسیه تزاری بود که در جنگ جهانی اول، جنگ داخلی روسیه و جنگ جهانی دوم در ناحیه قفقاز شرکت کرد.

## زندگی‌نامه
با اصالت دیگوری در سن پترزبورگ روسیه متولد شد، پدرش افسری از ناحیه تِرِک اوستیا بود. پس از گذراندن مدرسه ابتدایی در سن پترزبورگ، وارد مدرسه نظامی الکسی‌وسکوی مسکو شد. طی جنگ اول جهانی، ابتدا در هنگ اول گروسکو موژدک (سال‌های ۱۹۱۴–۱۹۱۵) خدمت کرد و پس از آن طی سالهای ۱۹۱۵ تا ۱۹۱۸ با درجه سرهنگی در سپاه ژنرال باراتف که درگیر جنگ جهانی اول در ایران بود، خدمت کرد. او فرماندهی یک واحد قزاق تِرِک به استعداد ۸۰۰ نفر را برعهده داشت. پس از انقلاب روسیه، در اوایل ۱۹۱۸ فرماندهی گروهی حدوداً هزار نفره از قزاقان ضدانقلاب بلشویکی را بر عهده داشت که تحت فرماندهی ژنرال دنسترویل انگلیسی قرار گرفتند. بیچراخف برای الحاق نیروی خودش به انگلیسی‌ها، معادل چهل میلیون دلار امروزی از ایشان پول دریافت نمود. هزینه ماهیانه نیروی بیچراخف برای انگلیسی‌ها ماهیانه ۲۲۰ هزار تومان بود.

### جنبش جنگل
ژنرال لیونل دنسترویل، فرمانده نیروی دنسترفورس بود که برای اشغال باکو از همدان به انزلی و در ژوئن ۱۹۱۸ از انزلی به باکو حرکت کرد. این نیروی هزار نفره انگلیسی بعلاوه نیروهای بیچراخف، در منجیل با نیروهای جنبش جنگل به رهبری میرزا کوچک خان درگیر شدند که منجر به شکست جنگلی‌ها از قوای مجهز تحت فرمان انگلیسی‌ها شد.
میرزا کوچک خان در مذاکرات قبول کرده بود؛ نیروهای در حال بازگشت به روسیه بیچراخف، بدون دردسر از گیلان بگذرند، به این شرط که در دسته‌های ۲۰۰ نفره اسلحه خود را تحویل داده و در انزلی آن را تحویل بگیرند. بنا به گفته نیکیتین، فرستادگان جنبش جنگل در مذاکره حتی اجازه داشتند که بگویند آذوقه و علیق هم به آن‌ها داده خواهد شد. بعلاوه نیروی مسلح گیلان در موقع عبور به نیروی بیچرفروس سلام خواهد داد و تشریفات و تجلیلی برای آن‌ها قائل خواهد گردید. اما با گذشتن انگلیسی‌ها از خاک ایران موافقت نکرد. در مورد رفتار قزاقان روس با زنان و کودکان گزارش‌هایی وجود دارد که شرط میرزا را قابل درک می‌سازد.
بطوری که ابراهیم فخرایی در کتاب سردارجنگل می‌نویسد، بیچراخف در ظاهر شرطهای میرزا را قبول کرده بوده و یک مهلت ۲۴ ساعته داده بوده تا جنگلی‌ها از میرزا تضمین نظامی بگیرند، اما هنوز چیزی از شروع مهلت نگذشته بوده که حمله را شروع می‌کند. به هرحال، در چهارم رمضان ۱۳۳۶ هجری قمری، برابر با ۱۲ ژوئن ۱۹۱۸ میلادی، نیروی مشترک روسی - انگلیسی به نیروهای جنگل در پل منجیل، محل فعلی سد سپیدرود یورش می‌برند و با توپخانه سنگین، هواپیما و زره‌پوش به جنگلی‌ها حمله می‌کنند. جنگلی‌ها که بغیر از تفنگ، تنها دو عدد مسلسل داشتند حدود صد نفر تلفات می‌دهند و به رودبار عقب‌نشینی می‌کنند. سردسته اولین سنگر از مدافعان جنگلی پل منجیل بر عهده محمودخان ژولیده بوده که پس از کشته شدن ۱۸ نفر از همسنگرانش، زخمی و توسط انگلیسی‌ها جهت مداوا به قزوین برده می‌شود. در آنجا حاضر به قبول درمان بقول خودش دشمنان وطن نشده و می‌میرد.

### باکو
در تاریخ ۵ ژوئیه ۱۹۱۸، بیچراخف و نیروهای تحت فرمانش در حوالی باکو پیاده شده مستقیماً وارد جنگ با نیروی اردوی اسلام قفقاز می‌شوند. بیچراخف از سوی شورای بلشویک باکو به عنوان یکی از فرماندهان ارتش سرخ انتخاب شده و دفاع جناح راست باکو (در کُردامیر) را برعهده می‌گیرد، اما بیش از سه هفته نمی‌تواند جلوی نیروی بزرگتر ترک - آذری ایستادگی کرده به داغستان عقب‌نشینی می‌کند. مدتی بعد، نیروهای انگلیسی وارد باکو شدند که بدنبال اشغال باکو، نیروهای آذری-عثمانی دنسترویل را نیز شکست دادند اما دو ماه بعد بعلت تسلیم عثمانی، بر طبق پیمان مودروس دوباره باکو به انگلیسی‌ها پس داده شد. ژنرال تامسن انگلیسی، اداره باکو را بر عهده گرفت و عثمانی‌ها باکو را ترک کردند. در ابتدا سیاست انگلیسی‌ها نسبت به جمهوری آذربایجان مثبت نبود و ژنرال تامپسن پرچم آذربایجان را در باکو پایین کشید و ادعا کرد تنها نیروی غیر انگلیسی که به رسمیت می‌شناسد نیروی روس‌های تزاری بیچراخف است. اما به تدریج پس از اینکه افسران انگلیسی سپاه مستعمراتی هند نظر خود را برای ایجاد حکومت‌های حائل بین روسیه و هند جا انداختند، دولت انگلیس حکومت جمهوری آذربایجان را قبول کرده و از ۲۸ دسامبر دولت فتحعلی خان خویسکی (جمهوری آذربایجان) را به عنوان تنها قدرت قانونی در آن ناحیه به رسمیت شناخت. حضور انگلیسی‌ها تا تاریخ نوزدهم اگوست ۱۹۱۹ ادامه داشت و پس از آن اداره امور را به دولت جمهوری آذربایجان واگذار نمودند. بیچراخف اصلاً با دولت جمهوری آذربایجان خوب نبود و در دسامبر ۱۹۱۸ به باکوی تحت حکومت انگلیسی‌ها برگشته بود تا با بسیج نیرو به قوای ژنرال دنیکین ملحق شود و تشکیلاتی بنام حکومت قفقاز- کاسپین راه انداخته بود که صریحاً قصد براندازی جمهوری آذربایجان را داشت. گرچه مقامات انگلیسی او را به عنوان دیدار به انگلیس بردند و نیروهایش را مجبور به ترک باکو نمودند، اما حتی پس از پیوستن نیروهای بیچراخف به دنیکین هنوز هم خطر برای جمهوری آذربایجان باقی بود چرا که ژنرال دنیکین هم قصد برانداختن جمهوری آذربایجان را داشت. دنسترویل در خاطرات خود اشاره می‌کند که نظرش نسبت به بیچراخف بسیار مثبت است، اما بیچراخف دشمنان زیادی در بین انگلیسی‌ها دارد.

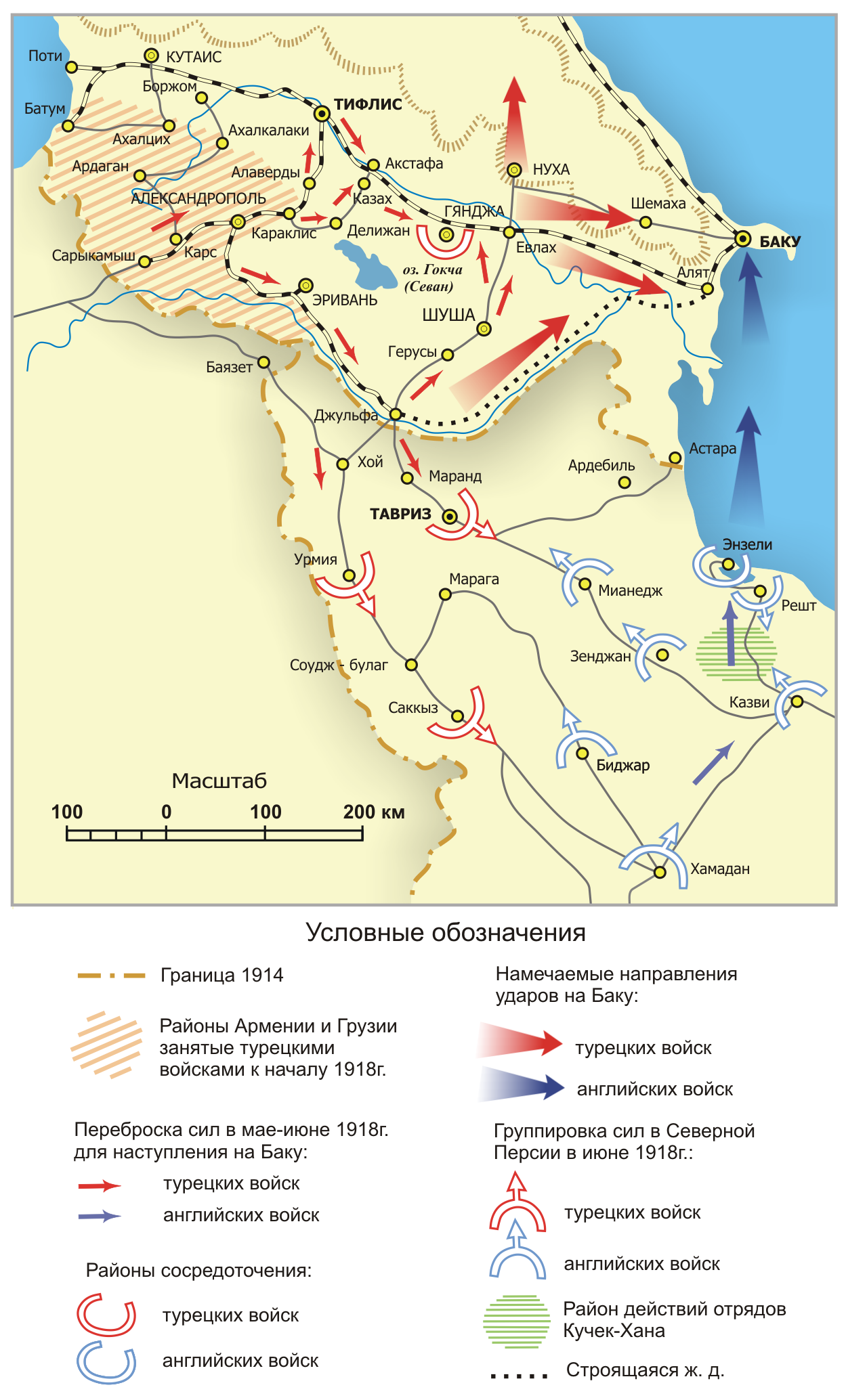
پیکان‌های آبی رنگ مسیر نیروهای دنسترویل و بیچراخف را به سوی باکو نشان می‌دهند. ناحیه هاشورخورده سبزرنگ محل درگیری با نیروهای جنبش جنگل است.

پس از فروریختن رژیم تزاری در روسیه، نیروهای نظامی روسیه که در جبهه قفقاز با عثمانی درگیر بودند، از ادامه جنگ سرپیچی کردند و به صورت متفرق به روسیه بازگشتند. از سوی دیگر نیروهای عثمانی هم که با تمایلات پان‌تورانی در ظاهر ادعا به همبستگی ملت‌های مسلمان می‌نمودند با تشکیل اردوی اسلام قفقاز به فرماندهی نوری‌پاشا با ارمنی‌ها، بلشویکها و نیروهای دنسترویل درگیر شدند. در ابتدا (طی اوایل تابستان ۱۹۱۸)، نیروی بیچراخف ظاهراً به کمون باکو که در مقابل نیروهای نوری‌پاشا می‌جنگید، ملحق شدند. کمون باکو، به ریاست استفان شائومیان ارمنی، شورایی بلشویک بود که اداره باکو را برعهده گرفته و غالباً با مخالفت آذری‌ها روبرو بود. طی تابستان ۱۹۱۸، داشناکها، سوسیالیت‌های انقلابی و منشویکها، کمون باکو (بلشویکها) را که با دخالت دنسترویل مخالفت می‌کردند از شهر بیرون کردند و دیکتاتوری سنتروکاسپی را جایگزین آن نمودند که هم از سوی دنسترویل حمایت می‌شد و هم از سوی روس‌های سفید. در این گیرو دار، بیچراخف و نیروهایش، به دیکتاتوری میان خزری پشت کرده و هنگام نزدیک شدن سپاه عثمانی-آذری (نیروهای نوری‌پاشا)، محل خدمت خود را ترک نموده به شهر مخاچ‌قلعه در داغستان رفتند که در آن هنگام پترووسک خوانده می‌شد. بیچراخف با اشغال این شهر شروع به ارتباط با ژنرال دنیکین نمود که از مهم‌ترین سران ارتش سفید بود. در مخاچ‌قلعه، برادر لازار بیچراخف، یعنی گئورگی بیچراخف، که او هم از افسران ضدانقلاب روسیه بود به او ملحق شد. در ژانویه ۱۹۱۹، واحد بیچراخف به بندر باتومی در گرجستان منتقل شد تا در آوریل همان سال واحد منحل شود و اعضای آن به نیروهای مسلح جنوب روسیه بپیوندند. این نیرو از نیروهای عمده ارتش سفید بود که وارنگل و دنیکین آن را فرماندهی می‌کردند. در مورد اینکه چرا انگلیسی‌ها نیروی تحت فرمان بیچراخف را از هم پاشیدند اظهار شده‌است که سیاست انگلیسی‌ها پس از شکست آلمان و عثمانی بیشتر حول حمایت از دولت محلی غیر بلشویک یعنی جمهوری آذربایجان دور می‌زده‌است که روس‌های تزاری مثل باراتف و بیچراخف با آن دشمن بوده و در صدد احیای سلطه روسیه در قفقاز بوده‌اند صورت ظاهری فراخواندن بیچراخف به انگلستان این بوده که به او بخاطر تلاش‌هایش مدال بدهند.
بیچراخف در ۱۹۱۹ به انگلستان و ۱۹۲۸ به آلمان مهاجرت نمود.
طی جنگ جهانی دوم، بیچراخف با آلمان نازی ضد شوروی‌ها همکاری نمود و فرمانده کمیته آزادسازی مردمان روسیه در قفقاز جنوبی بود. او در سال ۱۹۵۲ در شهر دارمشتات آلمان از دنیا رفت.